# Dampierre-sur-Salon
Dampierre-sur-Salon est une commune française située dans le département de la Haute-Saône, la région culturelle et historique de Franche-Comté et la région administrative Bourgogne-Franche-Comté.
Ses habitants sont les Dampierrois.

## Géographie

### Communes limitrophes
| Delain  | Fouvent-Saint-Andoche | Roche-et-Raucourt |
| Denèvre | Dampierre-sur-Salon   | Vaite             |
| Vereux  |                       | Autet             |

### Climat
Pour des articles plus généraux, voir Climat de la Bourgogne-Franche-Comté et Climat de la Haute-Saône.
En 2010, le climat de la commune est de type climat des marges montargnardes, selon une étude du Centre national de la recherche scientifique s'appuyant sur une série de données couvrant la période 1971-2000. En 2020, Météo-France publie une typologie des climats de la France métropolitaine dans laquelle la commune est dans une zone de transition entre le climat océanique altéré et le climat océanique altéré et est dans la région climatique  Lorraine, plateau de Langres, Morvan, caractérisée par un hiver rude (1,5 °C), des vents modérés et des brouillards fréquents en automne et hiver. 
Pour la période 1971-2000, la température annuelle moyenne est de 10,3 °C, avec une amplitude thermique annuelle de 17,6 °C. Le cumul annuel moyen de précipitations est de 951 mm, avec 12,3 jours de précipitations en janvier et 8,9 jours en juillet. Pour la période 1991-2020, la température moyenne annuelle observée sur la station météorologique de Météo-France la plus proche, « Chargey-lès-Gray », sur la commune de Chargey-lès-Gray à 11 km à vol d'oiseau, est de 11,5 °C et le cumul annuel moyen de précipitations est de 834,3 mm. 
La température maximale relevée sur cette station est de 39,3 °C, atteinte le 25 juillet 2019 ; la température minimale est de −18,2 °C, atteinte le 20 décembre 2009,,. 
Les paramètres climatiques de la commune ont été estimés pour le milieu du siècle (2041-2070) selon différents scénarios d'émission de gaz à effet de serre à partir des nouvelles projections climatiques de référence DRIAS-2020. Ils sont consultables sur un site dédié publié par Météo-France en novembre 2022.

## Urbanisme

### Typologie
Au 1er janvier 2024, Dampierre-sur-Salon est catégorisée bourg rural, selon la nouvelle grille communale de densité à sept niveaux définie par l'Insee en 2022.
Elle est située hors unité urbaine. Par ailleurs la commune fait partie de l'aire d'attraction de Gray, dont elle est une commune de la couronne,. Cette aire, qui regroupe 63 communes, est catégorisée dans les aires de moins de 50 000 habitants,.

### Occupation des sols
L'occupation des sols de la commune, telle qu'elle ressort de la base de données européenne d’occupation biophysique des sols Corine Land Cover (CLC), est marquée par l'importance des territoires agricoles (69,2 % en 2018), en diminution par rapport à 1990 (71,3 %). La répartition détaillée en 2018 est la suivante : 
terres arables (58,5 %), forêts (22,4 %), prairies (10,8 %), zones urbanisées (7 %), zones industrielles ou commerciales et réseaux de communication (1,4 %). L'évolution de l’occupation des sols de la commune et de ses infrastructures peut être observée sur les différentes représentations cartographiques du territoire : la carte de Cassini (XVIIIe siècle), la carte d'état-major (1820-1866) et les cartes ou photos aériennes de l'IGN pour la période actuelle (1950 à aujourd'hui).

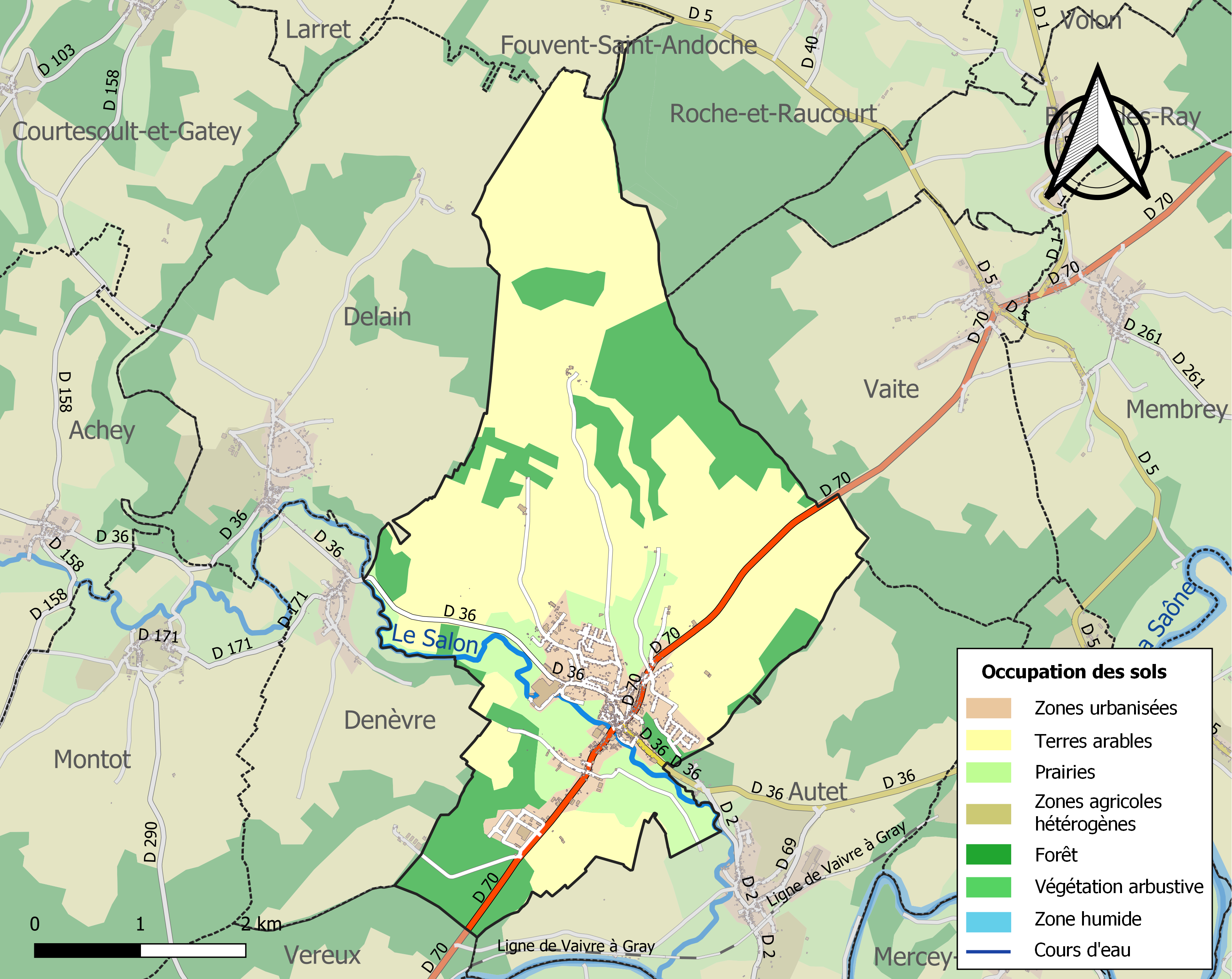
Carte des infrastructures et de l'occupation des sols de la commune en 2018 (CLC).

## Histoire
Les origines de Dampierre-sur-Salon sont très anciennes. La terre a appartenu à une famille de Dampierre jusqu'à la fin du XIVe siècle, puis aux Vergy et aux Pontailler. Elle fut érigée en marquisat en 1746.

## Politique et administration

### Rattachements administratifs et électoraux
La commune fait partie de l'arrondissement de Vesoul du département de la Haute-Saône, en région Bourgogne-Franche-Comté. Pour l'élection des députés, elle dépend de la première circonscription de la Haute-Saône.
Elle est depuis 1793 le chef-lieu  du canton de Dampierre-sur-Salon. Dans le cadre du redécoupage cantonal de 2014 en France, le territoire de ce canton, dont la commune est désormais le bureau centralisateur, s'est accru, passant de 29 à 50 communes.

### Intercommunalité
La commune accueille le siège de la communauté de communes des quatre rivières, intercommunalité créée en 1996.

### Liste des maires
| Période       | Période                    | Identité            | Étiquette | Qualité                                                                          |
| ------------- | -------------------------- | ------------------- | --------- | -------------------------------------------------------------------------------- |
| décembre 1944 | octobre 1947               | André Mourey        |           |                                                                                  |
| octobre 1947  | novembre 1952              | René Louvot         |           |                                                                                  |
| décembre 1952 | mars 1965                  | Georges Waltefaugle |           |                                                                                  |
| mars 1965     | janvier 1982               | Bernard Louvot      |           |                                                                                  |
| février 1982  | mars 1989                  | Emile Maguet        |           |                                                                                  |
| mars 1989     | janvier 1999               | Berty Terreaux      |           |                                                                                  |
| janvier 1999  | En cours (au 25 août 2016) | Jean-Pierre Maupin  |           | Vice-président de la CC 4 rivières (2008 → 2014) Réélu pour le mandat 2014-2020, |

## Population et société

### Démographie
L'évolution du nombre d'habitants est connue à travers les recensements de la population effectués dans la commune depuis 1793. Pour les communes de moins de 10 000 habitants, une enquête de recensement portant sur toute la population est réalisée tous les cinq ans, les populations de référence des années intermédiaires étant quant à elles estimées par interpolation ou extrapolation. Pour la commune, le premier recensement exhaustif entrant dans le cadre du nouveau dispositif a été réalisé en 2004.

En 2022, la commune comptait 1 248 habitants, en évolution de −2,19 % par rapport à 2016 (Haute-Saône : −1,4 %, France hors Mayotte : +2,11 %).
| 1793  | 1800  | 1806  | 1821  | 1831  | 1836  | 1841  | 1846  | 1851  |
| ----- | ----- | ----- | ----- | ----- | ----- | ----- | ----- | ----- |
| 1 312 | 1 344 | 1 482 | 1 368 | 1 450 | 1 543 | 1 548 | 1 459 | 1 404 |

| 1856  | 1861  | 1866  | 1872  | 1876  | 1881  | 1886 | 1891 | 1896 |
| ----- | ----- | ----- | ----- | ----- | ----- | ---- | ---- | ---- |
| 1 335 | 1 353 | 1 225 | 1 146 | 1 170 | 1 035 | 946  | 967  | 928  |

| 1901 | 1906 | 1911 | 1921 | 1926 | 1931 | 1936 | 1946 | 1954 |
| ---- | ---- | ---- | ---- | ---- | ---- | ---- | ---- | ---- |
| 916  | 935  | 912  | 803  | 783  | 779  | 744  | 736  | 771  |

| 1962 | 1968  | 1975  | 1982  | 1990  | 1999  | 2004  | 2006  | 2009  |
| ---- | ----- | ----- | ----- | ----- | ----- | ----- | ----- | ----- |
| 931  | 1 076 | 1 205 | 1 237 | 1 227 | 1 218 | 1 195 | 1 200 | 1 304 |

| 2014  | 2019  | 2022  | - | - | - | - | - | - |
| ----- | ----- | ----- | - | - | - | - | - | - |
| 1 283 | 1 240 | 1 248 | - | - | - | - | - | - |

### Manifestations culturelles et festivités
- Foire du 8-mai.
- 1er juin 2008 : troisièmes rencontres autour du livre, au sein de la maison Maurice Couyba.

## Économie

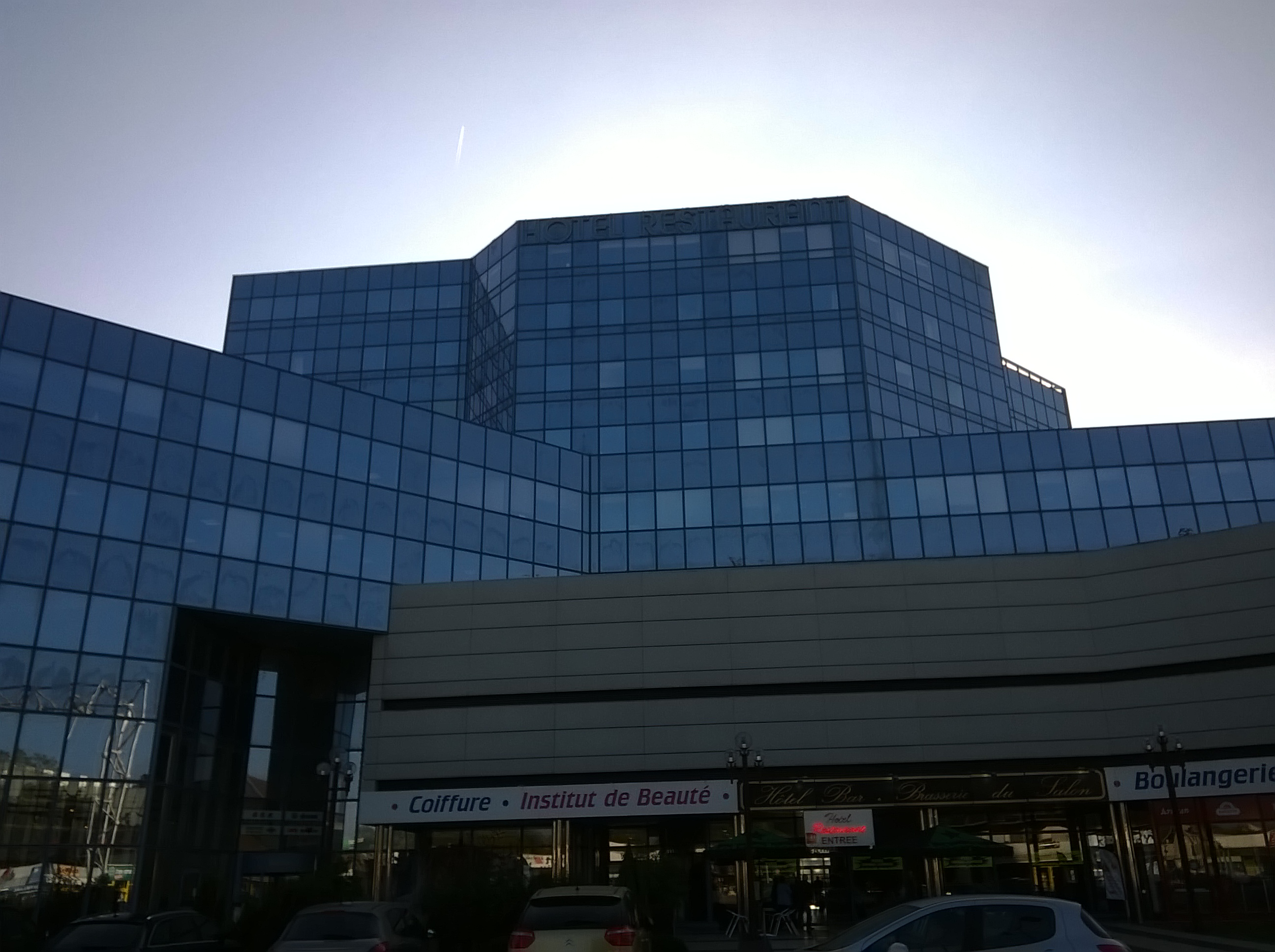
Hôtel

- Agriculture, dont un des rares élevages français de bisons ;
- 2 entreprises de construction métallique  et sous-traitance ;
- tous commerces et services ;
- collège ;
- office de tourisme ;
- zone artisanale et hôtel d'entreprise ;
- Menuiserie alu, PVC et façade alu ;
- Entreprise de fabrication de machines spéciales ;
- Déchèterie ;
- Contrôle technique ;
- Imprimerie offset et numérique ;
- Centre de secours (sapeurs-pompiers du corps départemental, ce qui signifie que les sapeurs-pompiers issus de ce centre ne sont pas des bénévoles).

## Culture locale et patrimoine

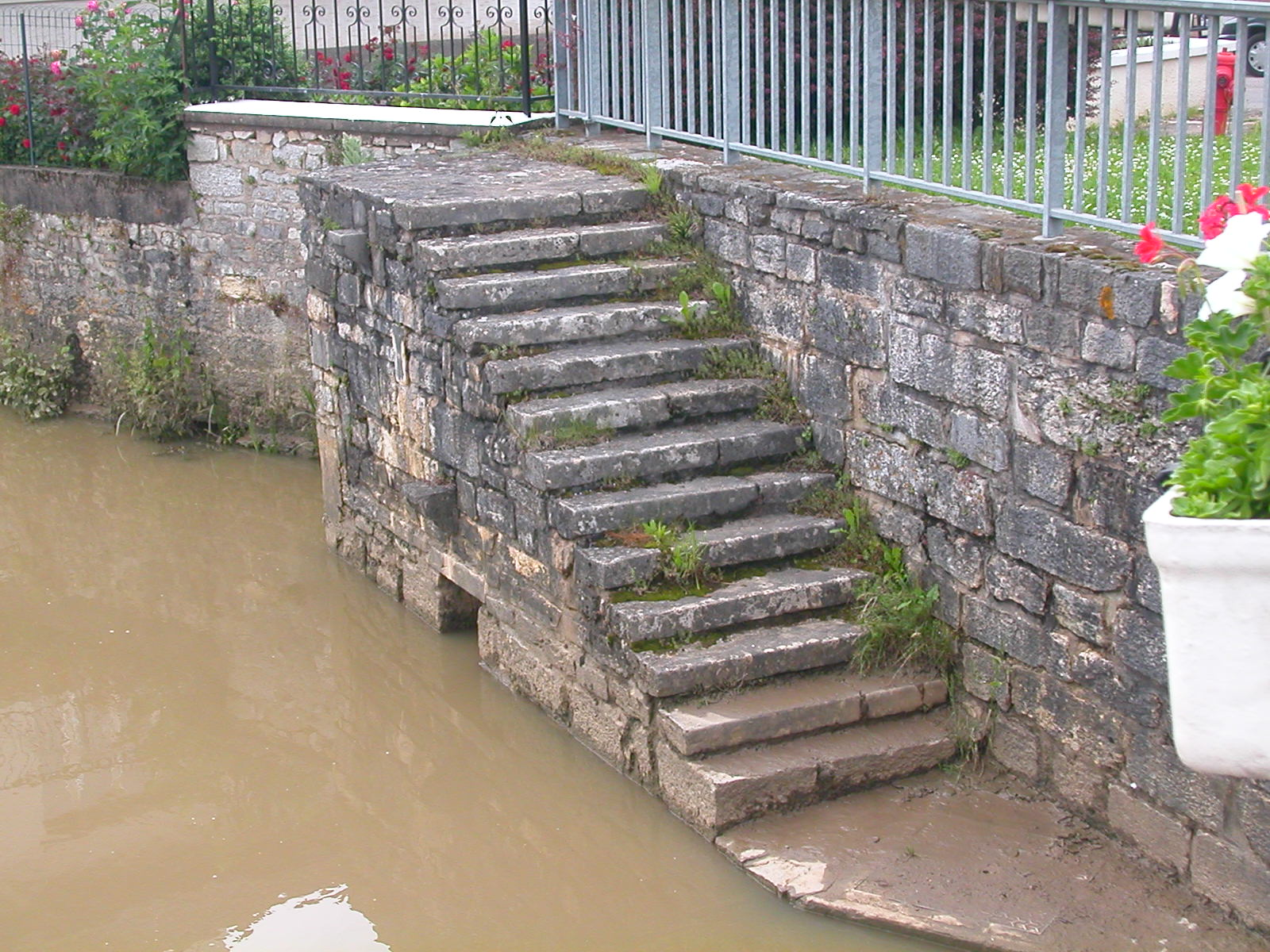
Escalier qui descend au Salon après l'orage.

### Lieux et monuments
- Hôtel de ville du début du XIXe ;
- Église ;
- Maison Couyba ;
- Rivière le Salon ;
- Statue de la Sainte Vierge ;
- Tour Brisard[20].

## Personnalités liées à la commune

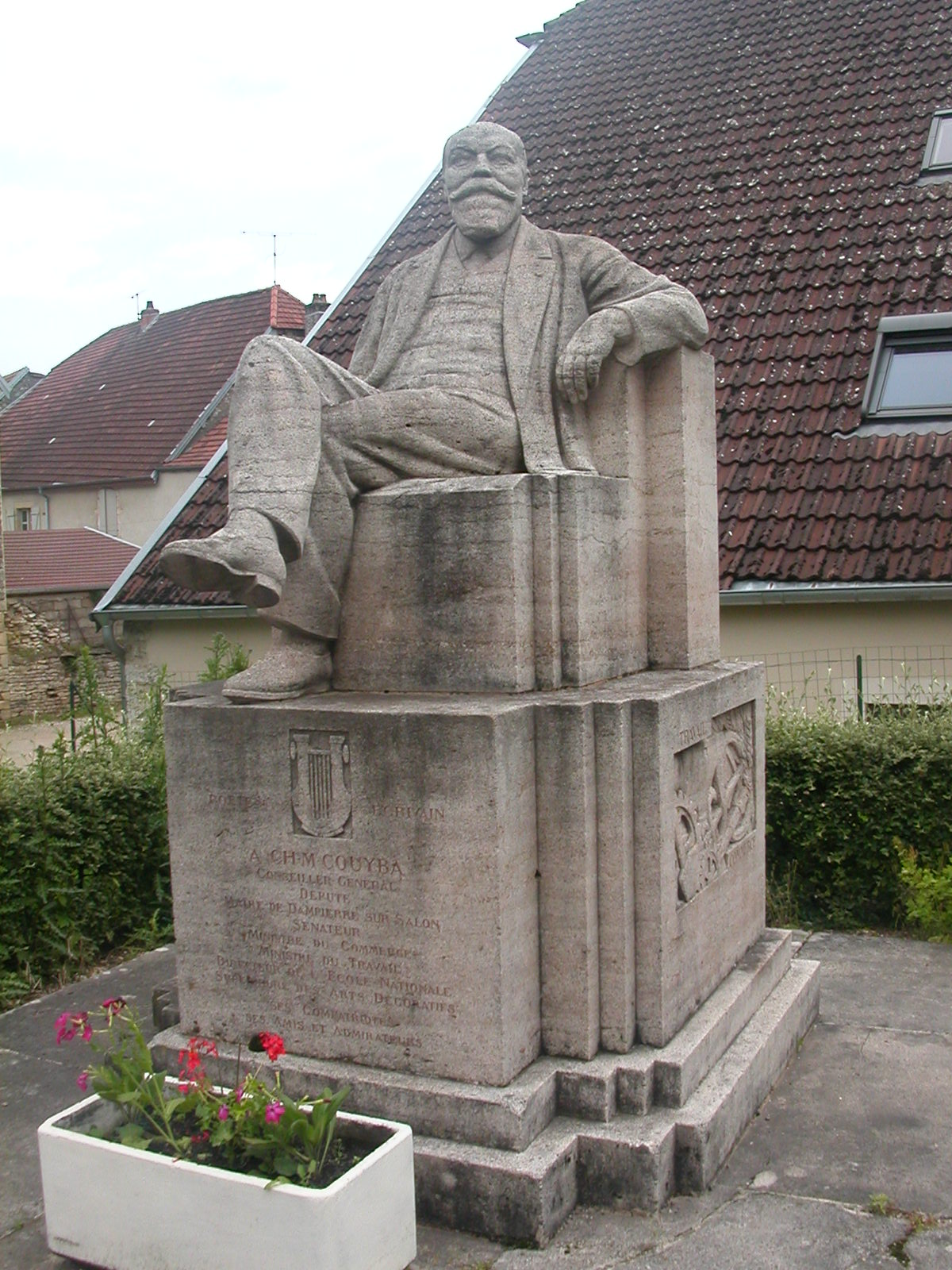
Statue de Maurice Couyba.

- Auguste Chapuis (1858-1933), compositeur, organiste et professeur d'harmonie au Conservatoire de Paris, né à Dampierre-sur-Salon.
- Maurice Couyba (1866-1931) né le 1er janvier 1866 - ministre du Travail et du Commerce sous la Troisième République - professeur, également connu en tant que poète et chansonnier sous le pseudonyme de Maurice Boukay, il fut maire, ministre et poète.
- François Martin (1729-1814), avocat, député, ancien maire de Gray.
- Claude-Pierre Dornier (1746-1807), maître des forges et homme politique.
- Pierre Louvot (1922-2002), sénateur honoraire de la Haute-Saône.
- Pierre Beauvalet, maire et bienfaiteur de la commune.
- Gérard Voitey (1944-1994), notaire et éditeur.

### Héraldique
| Blason de Dampierre-sur-Salon | Blason  | De gueules à deux truites d'or adossées en pal.                                                                                  |
| Blason de Dampierre-sur-Salon | Détails | Inspiré des armes de la famille de Dampierre-sur-Salon, qui portait des bars (cf. alias ci-dessous). Adopté le 19 décembre 1969. |
| Blason de Dampierre-sur-Salon | Alias   | De gueules à deux bars adossés d'or. Armes de la famille de Dampierre-sur-Salon.                                                 |